# Peripsychoda obtusalata
Peripsychoda obtusalata és una espècie d'insecte dípter pertanyent a la família dels psicòdids endèmic de Nova Guinea.

## Descripció
- Mascle: ulls separats per una faceta de diàmetre; sutura interocular en forma de "U" invertida; vèrtex igual a dues vegades l'amplada del pont ocular i amb els costats uniformement arrodonits; occipuci amb una àrea recoberta de pèls espatulats; front amb una àrea pilosa trapezoïdal; antenes de 0,82-0,87 mm de llargària i amb l'escap dues vegades la mida del pedicel; tòrax sense patagi; ales d'1,47-1,52 mm de llargada i de 0,55-0,60 mm d'amplada i amb la vena subcostal acabant lliure (no pas unida a R1); fèmur més llarg que la tíbia.
- Femella: similar al mascle, però amb els ulls separats per una distància igual a 1,5-2 facetes de diàmetre; lòbul apical de la placa subgenital en forma d'arc invertit; espermateca reticulada sobre la major part de la seua superfície; antenes de 0,64-0,69 mm de longitud i ales d'1,47-1,65 mm de llargària i 0,55-0,62 mm d'amplada.[2]